# Bombones
Bombones es un grupo musical pop español surgido en Sevilla en 2000.
Está formado por Juan Azagra (Juano) (voz y guitarra), Francisco Barroso (Francis) (guitarra), Isidro Lucuix (bajo eléctrico), Carlos Moreno (teclados y sintetizadores) y Miguel Ángel Campos (Goyo) batería.

## Biografía
Bombones nace en Sevilla a principios del año 2000, donde a raíz de la melomanía que caracteriza tanto a Juano como a Goyo (ambos empleados de tiendas de discos) deciden reunirse con Francis y Eduardo "Pollito" (antiguo bajista) para tocar versiones de la escena power pop estadounidense poco habituales, como Matthew Sweet, Velvet Crush o Redd Cross. 
Poco a poco, las propias composiciones empezaron a tomar protagonismo en su repertorio. Esto concluyó con la grabación de una maqueta en el año 2002 en los Estudios Central de Sevilla. El título que recibió este primer trabajo fue “Mary Jane EP”. En él se incluyeron 5 canciones y un re-mix. “Mary Jane”, la que se convertiría en el primer sencillo del grupo, fue uno de los temas que pudieron encontrarse en el EP.
En octubre de 2003 Bombones se convirtió en finalista del concurso nacional de maquetas organizado por Rock-Indiana. Los resultados se obtenían mediante una votación popular a través de internet. Finalmente, el grupo resultó vencedor tras una final reñida en la sala Moby Dick de Madrid, y se hizo con el primer premio: la grabación de un LP con el sello discográfico organizador del certamen, Rock Indiana.
En febrero de 2004 el grupo entró en los estudios de Paco Loco en el Puerto de Santa María, con la intención de firmar una de las mejores apuestas dentro del panorama pop español. Al cabo de una semana Bombones superó cualquier expectativa con un disco de pop contemporáneo cercano a bandas como Fountains of Wayne o Farrah.
En abril de 2004, y debido al protagonismo adquirido por los arreglos de teclados y sintetizadores, el grupo se propone incorporar a un nuevo miembro: Carlos Moreno. 
Tras la incorporación de Carlos, preparan el directo y se disponen a girar por toda la península acompañando a bandas como Sweet Apple Pie o Farrah. Durante el transcurso de la gira el disco llegó a las manos del director cinematográfico Jesús Ponce, que decidió incluir el tema “The joint is on the ground” dentro de la banda sonora de su ópera prima “Quince días contigo”. 
Y por fin llegó el momento de presentar el flamante disco. Para ello escogieron un formato inédito: un barco con capacidad para 400 personas que navegaría por las aguas del Guadalquivir durante el desarrollo del concierto. 
El formato es un éxito total, se agotaron todas las entradas y llamó la atención de los medios, entre ellos Canal + que emitió un reportaje en su programa “La Hora Wiki”. El disco gozó de un apoyo total por parte de Radio 3. José Mª Rey, Julio Ruiz y Jesús Ordovás incluyeron en sus programas unos especiales con la participación de la banda interpretando piezas del disco y algunas versiones que rememoraban sus comienzos.
En febrero de 2005, tras participar en el disco “Play the game” tributo a “Echo and the bunnymen”, Pollito, el bajista del grupo, decidió que no podía compaginar su situación personal con el ritmo de conciertos que llevaba el grupo y decidió abandonar la formación.
La nueva incorporación al grupo fue Isidro Lucuix, bajista de Neumática, que acogió con mucha ilusión el nuevo proyecto y supo encajar a la perfección con el resto de la banda.
Tras realizar otra colaboración para un disco tributo, “Una luz que nunca se apagará-Tributo a The Smiths”, llegó el momento de los festivales. Después de una caída repentina de Nosotrash en el cartel de Contempopránea 2005, Agustín Fuentes se puso en contacto directamente con el grupo para que ocuparan su lugar, apostando fuertemente por los sevillanos al elegir “The joint is on the ground” como sintonía del festival. 
A pesar de la corta trayectoria del grupo, Bombones tuvo una gran acogida por parte del público, e incluso fue elegido como la revelación del festival y uno de los mejores directos.
En septiembre de 2005 Bombones participó en el festival Ebrovisión junto a Los Planetas, Deluxe, Cooper, Atom Rumba y Sidonie, obteniendo de nuevo el reconocimiento del público tanto en foros como en críticas especializadas. 
José María Rey incluyó dos temas de Bombones en su recopilatorio “La revolución de los colores”. 
En octubre de 2005, el grupo volvió a los estudios de Paco Loco para grabar un EP con las versiones más aclamadas en sus conciertos. “A Kiss Supreme” se convirtió en el título de este nuevo trabajo. En él lograron definir un nuevo sonido que se acercaba más a sus directos. Juan de Pablos elogió el disco en su programa Flor de Pasión y lo calificó como pieza de coleccionista. 
La presentación de “A Kiss Supreme” tuvo lugar el 18 de noviembre en Sevilla y en el mismo barco donde se presentó el primer disco. Se logró de nuevo un lleno absoluto, y fue noticia en un apartado de la revista Rolling Stone. 
Al llegar el año 2006 Bombones redujo la cantidad de conciertos con el fin de empezar a trabajar en su nuevo disco. Con la intención de acercarse más al público nacional, decidieron cambiar el idioma de sus letras y escribir el segundo disco en español. 
Aunque inmersos en su nuevo proyecto, el grupo ofreció diversos conciertos a lo largo del año. En abril participaron en el Festival Cultura Pop junto a Seine, Lula y Sidonie. Aprovecharon su actuación para presentar al público algunos de los temas que se incluirán en el nuevo trabajo. En mayo acudieron al programa de La2 de TVE IPOP, en el que ofrecieron en directo dos temas de su repertorio: “Las Flores del Mal” y “Stroke of Genius”. En agosto fueron elegidos para formar parte del ciclo cultural Nocturama realizado en el monasterio de la Cartuja en Sevilla. A finales de año, el programa de música en directo “1001 Músicas”, de Canal 2 Andalucía, emitió un programa exclusivo sobre el grupo, en el que ofrecieron un concierto de 11 canciones en directo, además de una entrevista a la banda. 
Febrero de 2008 es la fecha prevista para el lanzamiento de su segundo largo "DISKA" grabado de nuevo en los Estudios de Paco Loco en el Puerto de Santa María. Producido por Paco Loco, cuenta con la mezcla de John Agnello, que ha hecho un hueco en su apretada agenda, para, tras mezclar los últimos discos de Sonic Youth y Dinosaur Jr., pasarse por Cádiz a hacer lo propio con el disco de Bombones. La masterización viene de la mano de Greg Calbi, y se ubica en uno de los más prestigiosos estudios de Nueva York, Sterling Sound, donde han masterizado sus discos desde Frank Sinatra o los Ramones hasta Lenny Kravitz o los mismísimos U2, todo un lujo.

## Discografía

### EP
- A Kiss Supreme (2005)

### Álbumes
- Bombones, (2004)
- DISKA, (2008)

### Participaciones
- Una luz que nunca se apagará-Tributo a The Smiths. Tema “Girlfriend in a Coma”.
- Play the game-Tributo a Echo & the Bunnymen. Tema “It's Alright”.
- La revolución de los colores. Tema "Mary Jane" & "Love Shines".